# Görög-Római Szobormásolatok Kiállítóhelye
A korábbi Tatai zsinagóga épületében működő Görög-Római Szobormásolatok Kiállítóhelye feladata, hogy összegyűjtse, és átfogó képet nyújtson a görög és római szobrok tárgyi és szellemi kultúrájáról, valamint bemutassa azt. Az egyetlen bemutatóhelyen kiállított, napjainkban a világ több múzeumában található szobrok másolatainak gyűjteménye tudományos és didaktikai célokból egyaránt kiemelkedő.

## Épület
A görög és római szobrok másolatainak az egykori tatai zsinagóga műemlék jellegű épülete ad otthont. A közép- és a kora újkorban jelentős zsidó közösség élt a városban. A zsinagóga Tata területén álló jelenlegi épülete az 1861. évi, Wechselman Ignác (1828-1903) építész tervei szerint végzett, romantikus stílusú átépítést tükrözi.

## Gyűjteménye
A Szépművészeti Múzeum antik osztálya 20. század elején vásárolt másolatgyűjteményéből származnak az antik (archaikus, görög, római, hellenisztikus) korszak kiemelkedő alkotásainak méretarányos másolatai. A Kuny Domokos Múzeum tulajdonába került gyűjteményből 1977-ben a tatai zsinagóga földszintjén az archaikus és klasszikus görög művészet (Kr. e. 7-6., illetve 5. sz.), a galérián a hellenizmus időszakában született alkotások és a római szobrászat (Kr. e. 4. - Kr. u. 3. sz.) remekei közül mintegy száz kapott helyet.
A tatai zsinagóga kertjében került sor 2004. november 18-án, a Holokauszt Emléknap alkalmából a Komárom-Esztergom megyei holokauszt-emlékhely és Lugossy Mária „Minden idők mártírjainak emlékére” című szoborkompozíciója felavatására.

## Képtár

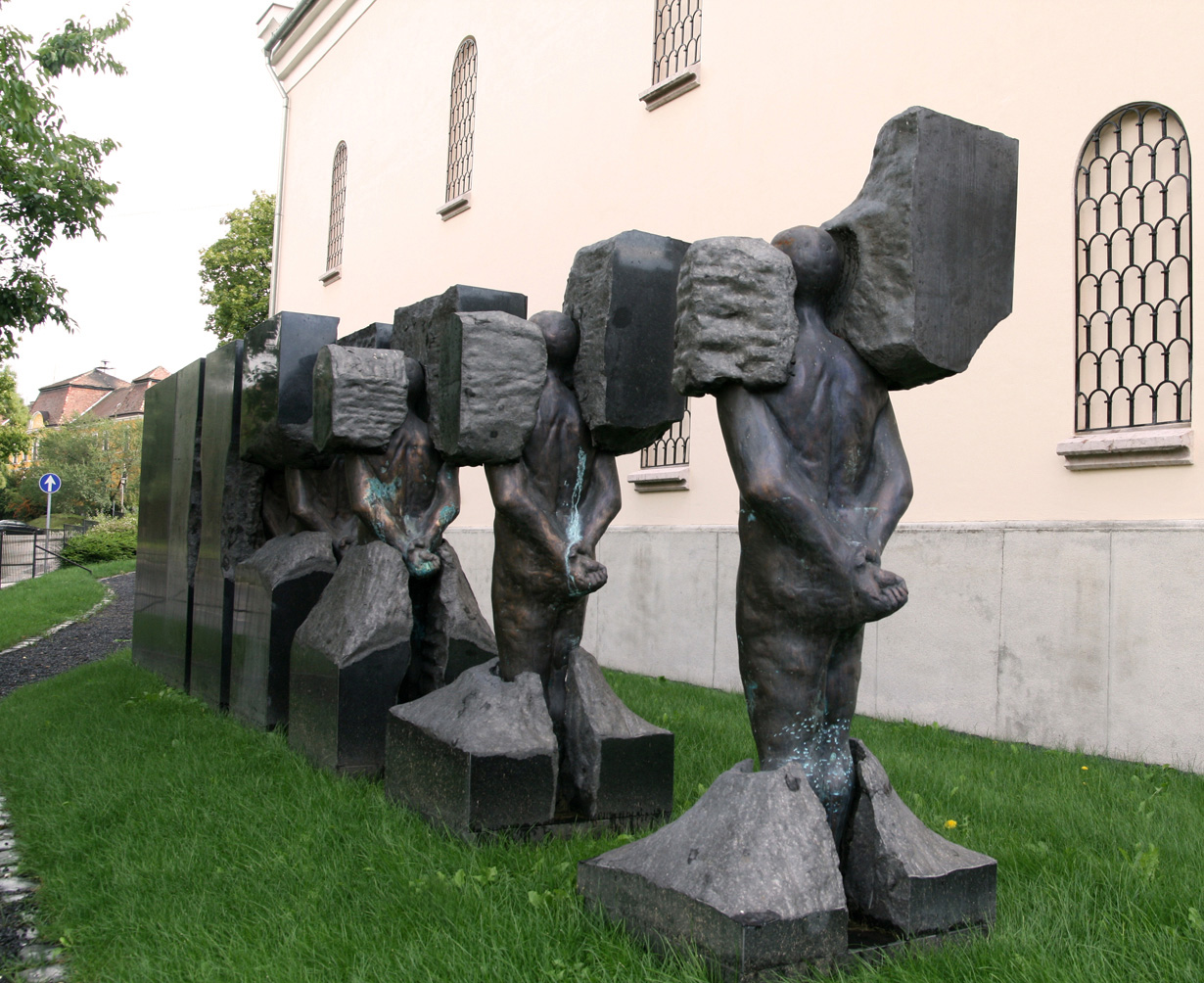
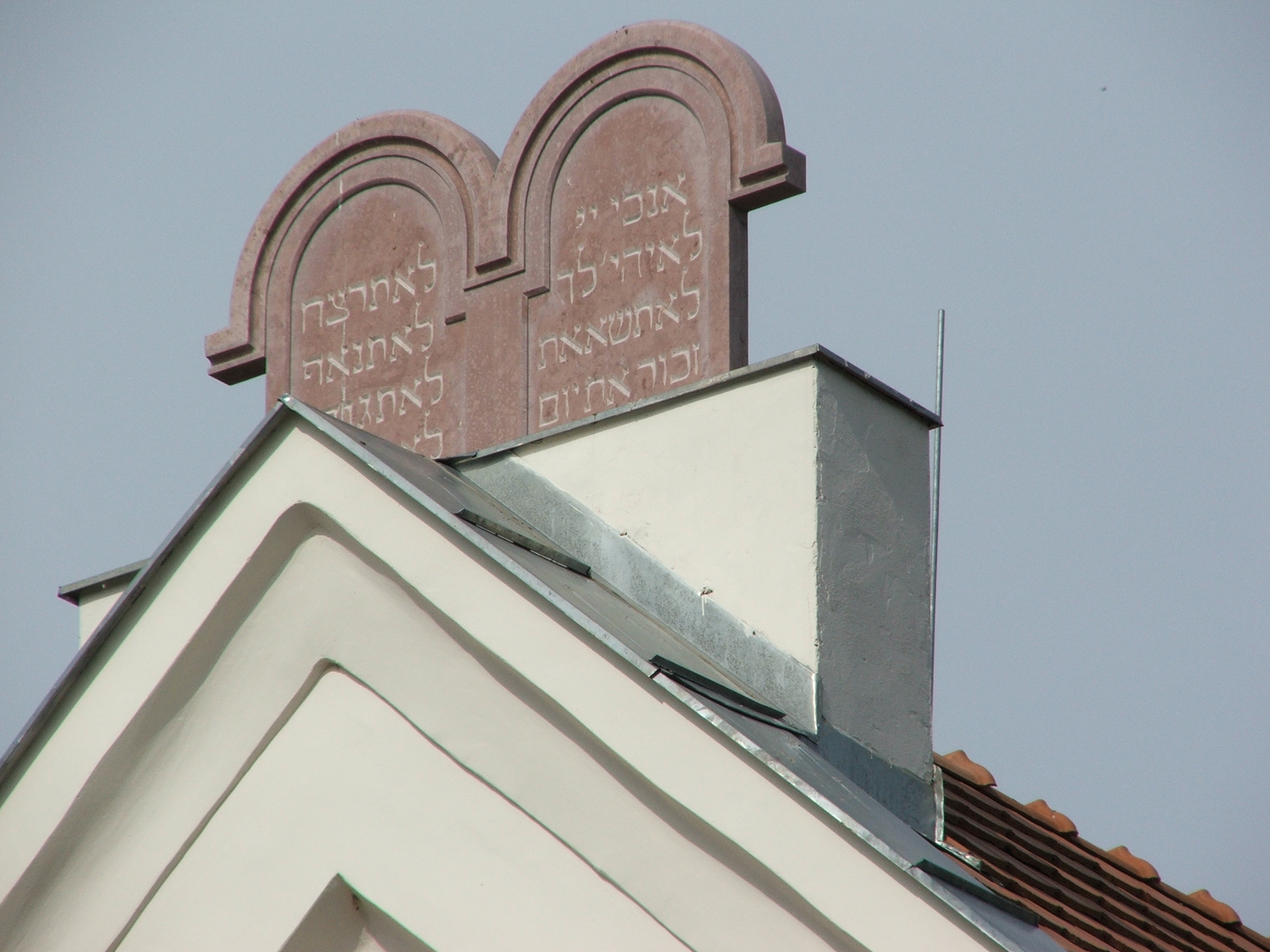
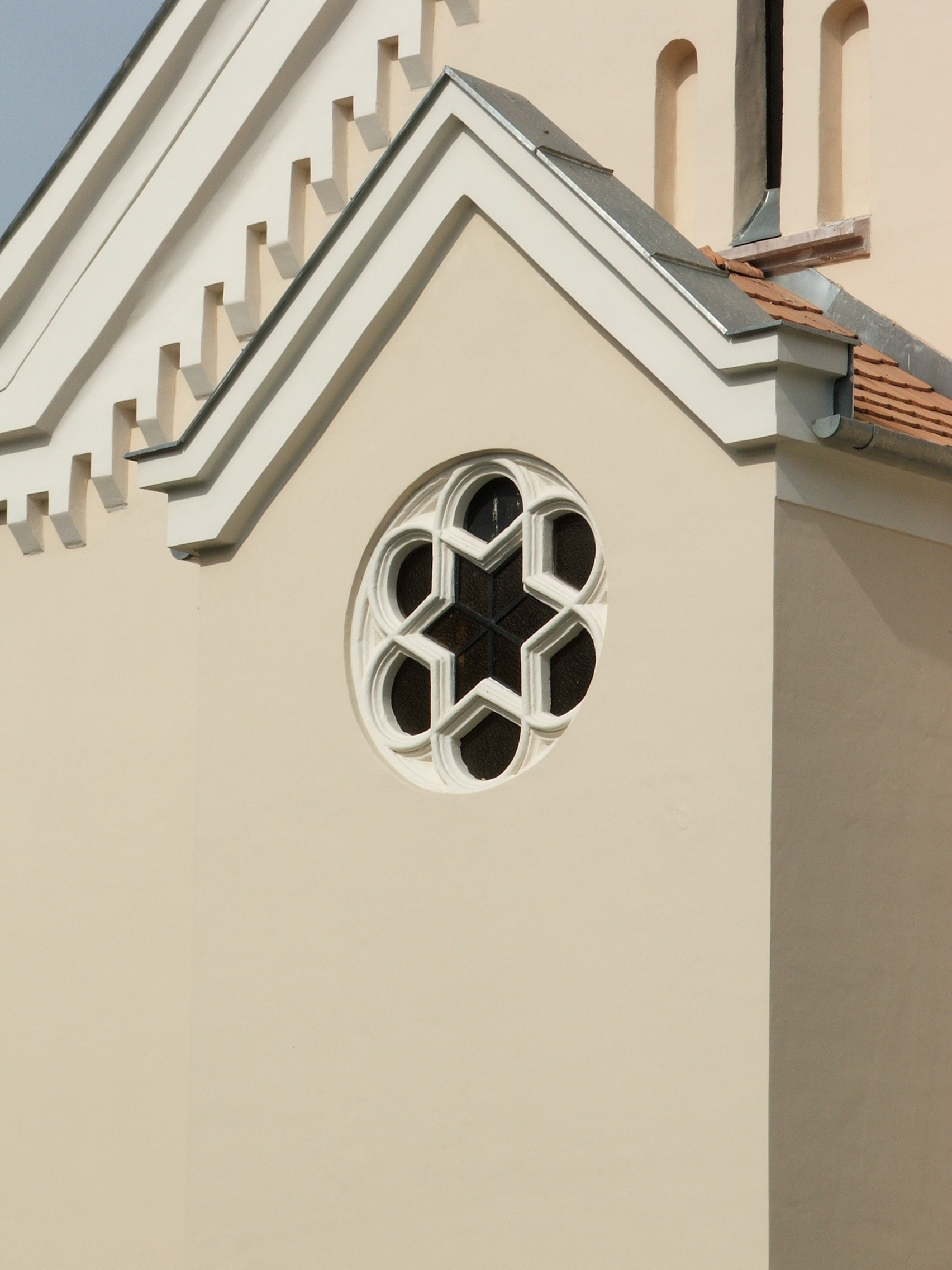
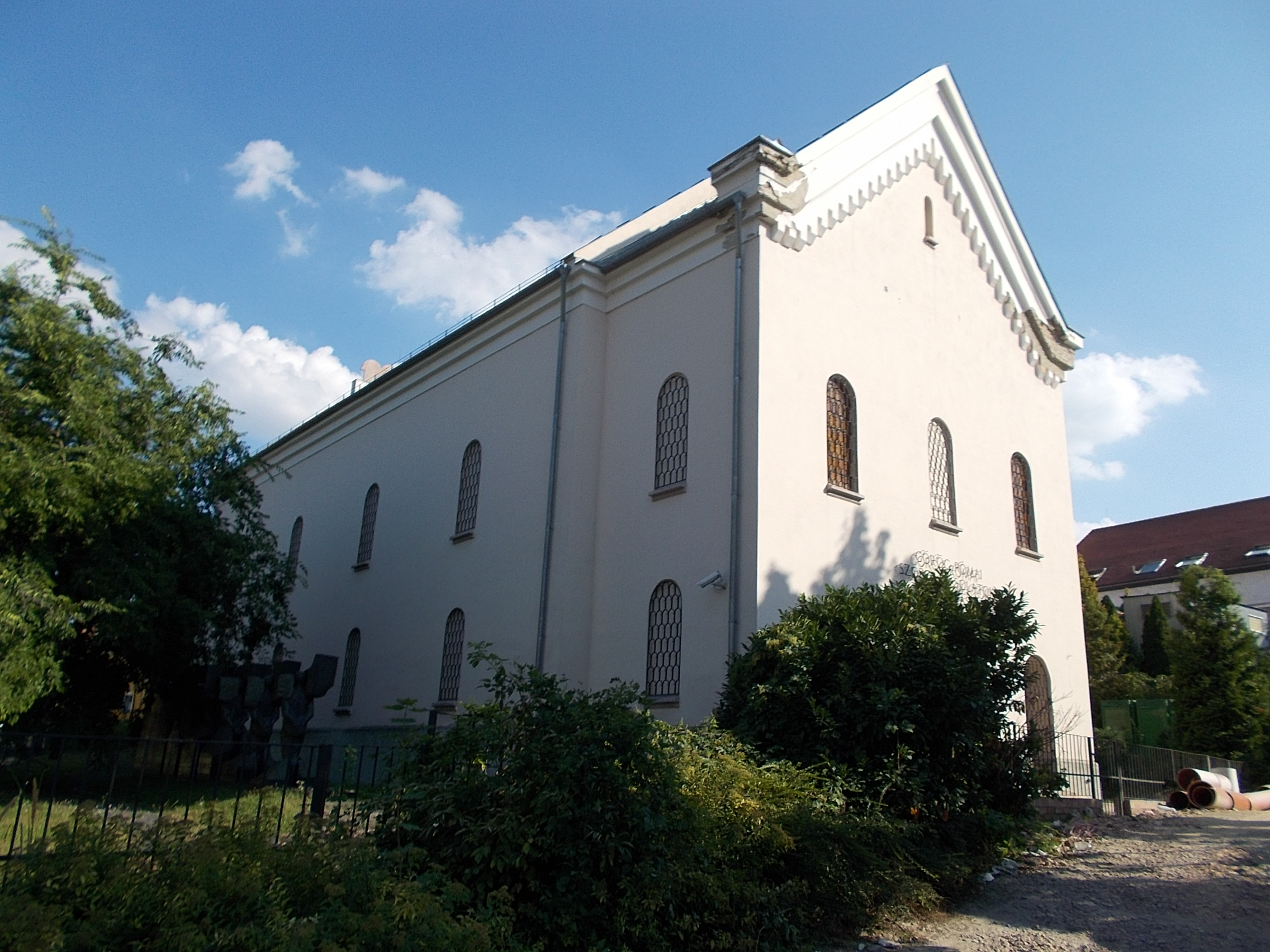
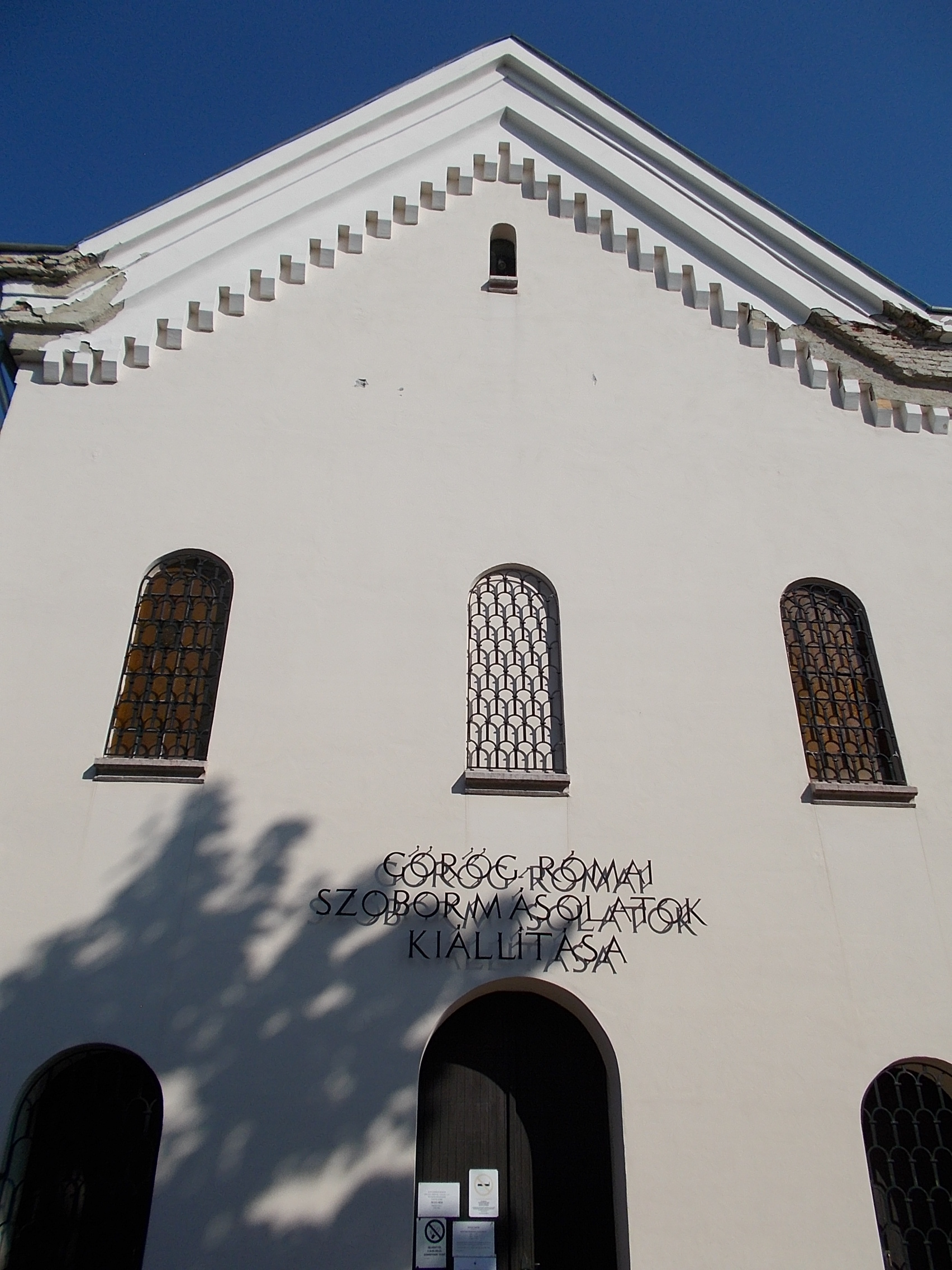

## Külső hivatkozások
- Kuny Domokos Múzeum honlapja
- Görög-Római Szobormásolatok Kiállítóhelye Tata város honlapján
- Görög-Római Szobormásolatok Kiállítóhelye a Vendevaro.hu honlapján
- Görög-Római Szobormásolatok Kiállítóhelye az Iranymagyarorszag.hu honlapján
- Görög-Római Szobormásolatok Kiállítóhelye az Utazzitthon.hu honlapján Archiválva 2012. január 20-i dátummal a Wayback Machine-ben